# ادیا ماتیس
ادیا ماتیس (انگلیسی: A'dia Mathies؛ زادهٔ ۱۸ مهٔ ۱۹۹۱) بازیکن بسکتبال اهل ایالات متحده آمریکا است.